# Prometal
Prometal est une entreprise camerounaise active dans la transformation métallique.

## Activités
,. L'entreprise possède plusieurs usines sur la Zone industrielle de Douala-Bassa. Elle est dirigée par Hayssam El Jammal.  (Cameroun).